# ジャン・チャンジェ
ジャン・チャンジェ（장찬재、1989年1月6日 - ）は、韓国の自転車競技（ロードレース）選手。

## 来歴
2009年、ワールドサイクリングセンターに研修派遣。
- ツール・ド・おきなわ 総合11位

2010年
- アジア自転車競技選手権大会ロードレース 13位
- ツール・ド・ソウル 総合11位、区間優勝